# Mykoła Łuszczycki
Mykoła Ołeksandrowycz Łuszczycki, ukr. Микола Олександрович Лущицький, ros. Николай Александрович Лущицкий, Nikołaj Aleksandrowicz Łuszczicki (ur. 1908, Imperium Rosyjskie, zm. 1954, Ukraińska SRR) – ukraiński trener piłkarski.

## Kariera trenerska
Po zakończeniu II wojny światowej rozpoczął pracę szkoleniowca. Od 1947 do 1948 prowadził Stal Dniepropetrowsk. W 1949 po zmianie nazwy na Metałurh pozostał pracować jako asystent w sztabie szkoleniowym klubu. W 1954 ponownie stał na czele dniepropetrowskiego klubu.. We wrześniu 1954 podczas jednego z meczów jemu stało źle i w drodze do szpitala zmarł w karetce. Lekarze stwierdzili zatrzymanie serca.